# MusicaNeo
MusicaNeo ist eine kommerzielle Online-Musikplattform für die Veröffentlichung und den Verkauf von digitalen Noten und Aufführungslizenzen mit Sitz in Kreuzlingen, Schweiz.

## Hintergrund
Die Gesellschaft im Privatbesitz wurde im Jahr 2003 von Friedrich Kisters (Geschäftsführer) unter dem Namen Load.CD GmbH gegründet. Damals waren CDs noch das bevorzugte Speichermedium. 2012 wurde die Plattform überarbeitet und in „MusicaNeo“  umbenannt.

## Hauptmerkmale
Zum Ende des Jahres 2012 bieten über 500 Verkäufer mehr als 160 000 Noten auf MusicaNeo an. Jeder Verkäufer erhält eine Webseite, auf der persönliche und berufliche Informationen, Fotos, Artikel und Neuigkeiten veröffentlicht werden können. Die Plattform ist auf den internationalen Markt ausgerichtet und wird in vier Sprachversionen unterhalten – Deutsch, Englisch, Russisch und Portugiesisch.

## Contemporary Composers Index
Der „Contemporary Composers Index CCI“ (Index der zeitgenössischen Komponisten) ist Teil des MusicaNeo Projekts. Er ist ein globales Online-Verzeichnis, in dem über 15.000 Einträge von Komponisten aller Genres und Stile enthalten sind. Jeder Eintrag enthält Grundinformationen über die Komponisten, also biografische Angaben, Werkeliste und Genres des Schaffens.

## Sammlung Ernst Levy
In enger Zusammenarbeit mit der Universitätsbibliothek Basel und Frank Ezra Levy (einem anerkannten Komponisten und Cellisten) hat MusicaNeo die Digitalisierung der Werke von Levys Vater Ernst Levy, einem Schweizer Klavierwunderkind und innovativen Komponisten, durchgeführt. Das künstlerische Erbe Ernst Levys umfasst über 450 Werke. Die ganze Sammlung, die aus Originalpartituren und Manuskripten besteht, kann digital im MusicaNeo-Katalog betrachtet und heruntergeladen werden.